# ZNF259
ZNF259‏ (ZPR1 zinc finger) هوَ بروتين يُشَفر بواسطة جين ZNF259 في الإنسان.